# 제임스 밴더비크
제임스 윌리엄 밴더비크 주니어(영어: James William Van Der Beek, Jr., 1977년 3월 8일 ~ )는 미국의 배우이다.

## 출연 작품
- 텍사스 레인저
- 다운사이징 - 마취과 의사 역
- 배드 헤어 - 매디슨 역